# فندق ومنتجع شيراتون الدوحة
فندق ومنتجع شيراتون الدوحة هو فندق فخم من فئة الخمس نجوم تديره فنادق ومنتجعات شيراتون ويطل على الخليج العربي في منطقة الخليج الغربي في الدوحة. يقع على بعد حوالي ميلين شمال غرب منطقة الميناء ويغطي مساحة حوالي 10،000 متر مربع. كانت تكلفة بناء الفندق حوالي 100 مليون دولار أمريكي على الرغم من بناؤه من قبل شركة أمريكية مدعومة من قبل الحكومة القطرية.
أنشأ في عام 1979 وله شكل هرمي متميز وهو جزء من مرفق المؤتمرات لمنظمة الدول العربية. وصف فندق شيراتون الدوحة بأنه «عالم من الفخامة العربية والأجواء السحرية». الفندق نفسه لديه وظيفة هامة جدا كمركز للمؤتمرات في الدوحة ويستضيف بانتظام الأحداث بما في ذلك الندوات العلمية الدولية والاجتماعات. عقد المؤتمر الأول للعلماء العرب المغتربين كفيرست في الفندق في عام 2007 واستضاف اجتماعات منظمة التجارة العالمية. يضم الفندق قاعة واحدة تضم أكثر من 1000 شخص.
يضم الفندق 371 غرفة و 26 قاعة مؤتمرات. يضم الفندق تسعة مطاعم.